# Suzanne Clément
Suzanne Clément (12 de maio de 1969) é uma atriz canadense. Tornou-se conhecida por protagonizar filmes de Xavier Dolan, como J'ai tué ma mère e Mommy. Além disso, foi indicada à categoria de "melhor atriz" na primeira edição da condecoração Canadian Screen Awards.

## Filmografia

### Cinema
- Le Confessionnal (1995) - Rachel
- Viens dehors! (1998) - Marie
- 2 secondes (1998) - La Bella
- Opération Tango (1999) - Nicou Langlois
- Atomic Sake (1999) - Véronique
- Quand je serai parti... vous vivrez encore (1999) - Angèle Bouchard
- Foie de canard et cœur de femme (2001) - Hélène
- L'Audition (2005) - Suzie
- La Brunante (2006) -  Zoé
- Express (2007) - Louise Stevens
- C'est pas moi, je le jure! (2008) - Madeleine Doré
- J'ai tué ma mère (2009) - Julie Cloutier
- Tromper le silence (2010) - Viviane Langevin
- Y'en aura pas de facile (2010) - Kristina
- Laurence Anyways (2012) - Frédérique
- Amsterdam (2013) - Stefan Miljevic
- Mommy (2014) - Kyla
- À la vie (2014) - Rose
- Les Premiers, les Derniers (2015) - Clara
- Taulardes (2016) - Anita Lopes
- Early Winter (2016)

### Televisão
- Les Transistors (1982) - Julie
- Watatatow (1992) - Isabelle Bélanger
- Les Machos (1995) - Geneviève Bordeleau
- Sous le signe du lion (1997) - Martine Julien
- Histoires de filles (1999) - Claudie
- L'Ombre de l'épervier (2000) - Louise Beaupré
- La Vie, la vie (2001) - Valérie
- Jean Duceppe (2002) - Helene Rowley
- Smash (2004) - Natacha, a loira francesa
- Cover Girl (2005) - Camille Langlois
- Trudeau II: Maverick in the Making (2005) - Mercédès
- Les Hauts et les Bas de Sophie Paquin (2006) - Sophie Paquin
- Providence (2010) - Myriam Dagenais
- Les Rescapés (2010) - Consuela
- Unité 9 (2013) - Shandy Galarneau
- O Bosque (2017)